# De Misthoorn

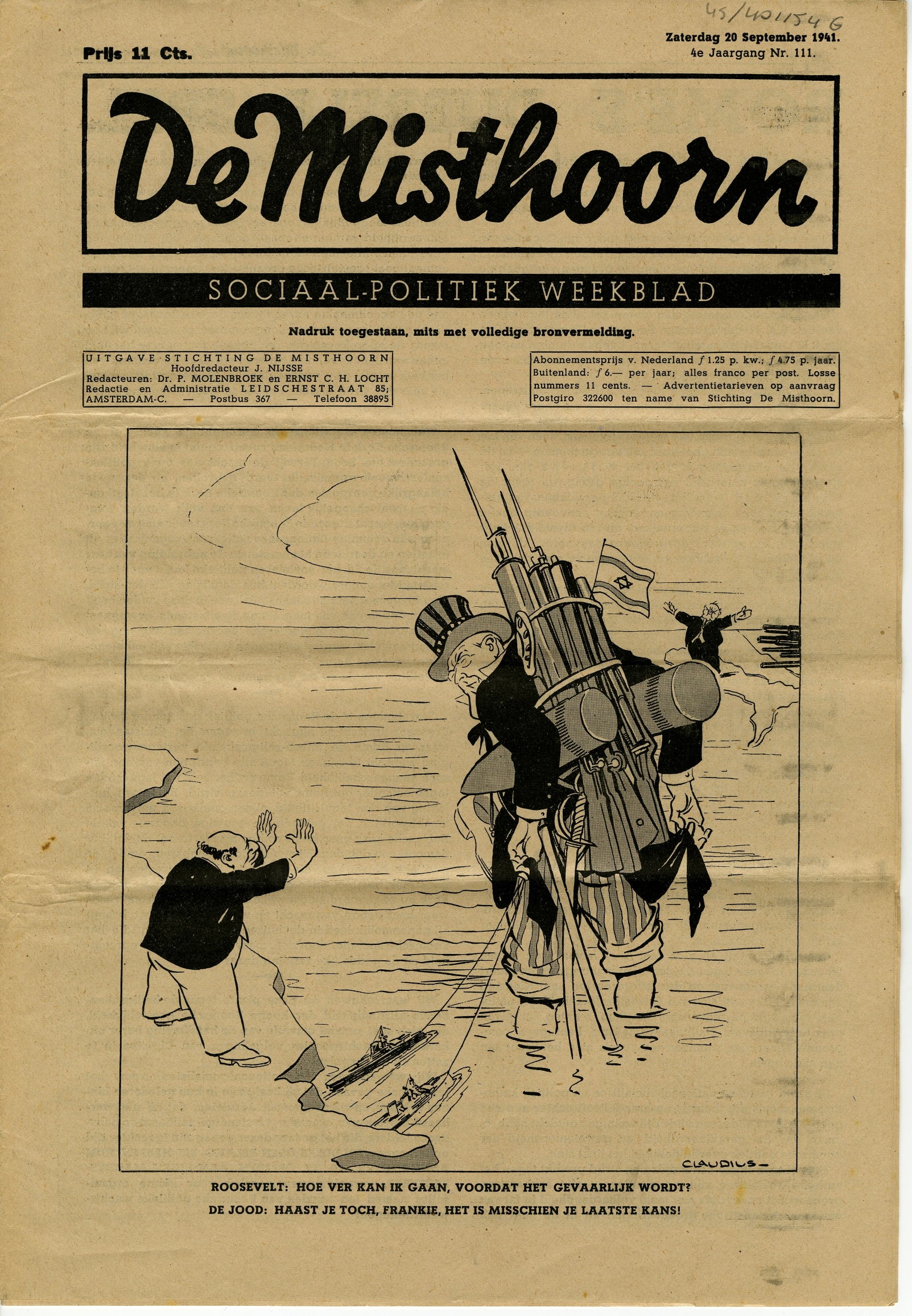
De Misthoorn, voorpagina van 20 september 1941

De Misthoorn was tussen februari 1937 en september 1942 een antisemitisch sensatieblad, dat zich ook krachtig verzette tegen de vrijmetselarij. Het was wellicht het meest virulente antisemitische scheldperiodiek dat ooit in Nederland verscheen. Het verscheen twee keer per maand, later wekelijks.

## Geschiedenis

### Jaren '30
Het tijdschrift begon zijn bestaan met de verschijning op 1 februari 1937 onder de titel Ons Volksbelang, onder redactie van dr. P. Molenbroek. Op 15 januari 1938 wijzigde de titel in Orgaan van het Comité tot bestudering van het Joodse vraagstuk, met als ondertitel 'Onafhankelijk en onpolitiek orgaan tot wering van den Joodschen invloed'. De drijvende personen achter het tijdschrift zijn dan, behalve Molenbroek, P.E. Keuchenius, Arie van der Oord en Johan Nijsse. Het op 30 november 1939 verschenen nummer werd in beslag genomen, wegens overtreding van de in het Wetboek van Strafrecht opgenomen bepaling inzake 'opruiing en belediging van het openbaar gezag, van andere openbare lichamen en van bevolkingsgroepen'. In januari 1940 verschijnt het weer, maar nu gedrukt in Hamburg.

### Toestemming van bezetter
In de zomer van 1940 mocht het weer in Nederland verschijnen, met steun van de Duitse bezetter. Op 22 augustus 1940 verklaarde Fritz Schmidt, Generalkommissar zur besonderen Verwendung, dat De Misthoorn stevig gesteund en vergroot diende te worden. Schmidt hield zich bezig met alle vraagstukken betreffende de vorming van de openbare mening. Het verscheen sindsdien in een oplage van 20.000 exemplaren, maar het telde weinig abonnees. Het grootste deel van de oplage werd gratis verspreid. Tot medio 1941 ontving De Misthoorn f 40.000 (omgerekend naar de waarde in 2005 is dit € 236.000) aan financiële steun van Schmidt.

### Strijd tegen NSB en verbod
Geleidelijk aan raakt het blad in het vaarwater van de Nederlandsche SS, helemaal als sinds de zomer van 1942 George Kettmann aan het roer komt te staan, geassisteerd door E.C.H. Locht. In die tijd ontketende Kettmann in De Misthoorn een felle campagne tegen de leiding der Nationaal-Socialistische Beweging (NSB) van Anton Mussert. De NSB wordt als verburgerlijkt en corrupt voorgesteld. De overvloed aan inside-information en de vele persoonlijke toespelingen die Kettmann (een van de oudste NSB-leden en dus zeer goed op de hoogte van wat er zich in het hoofdkwartier van de NSB afspeelde) kan maken op de NSB, veroorzaakt aan NSB-zijde diepe verontwaardiging en trekt zodoende veel publiek. In het blad van de WA, De Zwarte Soldaat geheten, wordt op 3 juli 1942 geschreven: Naar de mestvaalt met De Misthoorn! Hoe lang zal dit blad nog kunnen stoken tegen het nationaalsocialisme? Wanneer De Misthoorn in het nummer van 19 september 1942 triomfantelijk de brieven afdrukt waarmee Kettmann, Keuchenius, Locht en Molenbroek uit de NSB worden gestoten, wordt het blad op aandringen van de NSB door de bezettingsautoriteiten verboden (het laatste nummer verscheen op 26 september 1942). Mussert bleek toen zo gebeten op Kettmann, dat de laatste via Duitsland naar het oostfront vertrok, met het oog op zijn veiligheid.

### Vergelijkbare bladen
De Misthoorn trachtte een imitatie te zijn van het Duitse antisemitische scheldblad Der Stürmer, ook was het goed te vergelijken met het Vlaamse blad Volksche Aanval, ook al zeer lang antisemitisch van inhoud.